# TuS Gaarden
TuS Gaarden is een sportvereniging uit Kiel, in de deelstaat Sleeswijk-Holstein. De club uit het stadsdeel Gaarden speelt sinds 1933 op de Baukampfbahn dat sinds 2001 plaats biedt aan 5000 toeschouwers. De club ontstond op 19 april 1972 door een fusie tussen TSV Gaarden en FSV Borussia Gaarden.

## Geschiedenis

### Borussia Gaarden
Op 2 juni 1903 werd FC Borussia 03 Gaarden opgericht door leden van turnclub Gaardener MT 1875 die zich aanvankelijk niet met voetbal wilde bezighouden. In 1917 speelde de club voor het eerst in de stadsliga van Kiel, een onderdeel van de Noord-Duitse voetbalbond en de hoogst mogelijke speelklasse, die gedomineerd werd door Holstein Kiel. Op 10 april 1920 werd de naam gewijzigd in FV Borussia 03 Gaarden. Na twee jaar afwezigheid speelde de club vanaf 1922 in de competitie van Sleeswijk-Holstein. Vanaf 1924 werd deze over twee reeksen verdeeld. De club eindigde de eerste seizoenen in de middenmoot. In 1929 kwam er één reeks voor Sleeswijk-Holstein en de club werd vicekampioen achter Holstein Kiel en plaatste zich zo voor de Noord-Duitse eindronde. Hierin werd de club meteen uitgeschakeld door Altonaer FC 1893. Ook het volgende seizoen werd de club vicekampioen. In de eindronde werd de club door Bremer SV 1906 verslagen.
In 1931/32 plaatste Borussia zich opnieuw. De eindronde werd geherstructureerd en de zestien deelnemers werden verdeeld over vier groepen van vier. Borussia werd derde in een groep met Arminia Hannover, Borussia Harburg en Victoria Hamburg. In 1932/33 speelde de club voor de vierde opeenvolgende keer de eindronde en werd nu tweede in de groep achter Arminia Hannover.
Na dit seizoen kwam de Nationaalsocialistische Duitse Arbeiderspartij aan de macht in de Duitsland. De regionale voetbalbonden werden allen opgeheven net als de vele competities. De clubs uit de Noord-Duitse voetbalbond werden verdeeld over de Gauliga Nordmark en Gauliga Niedersachsen, waarin telkens tien clubs speelden. Vele voormalige eersteklassers zouden nooit meer op het hoogste niveau spelen, maar Borussia Gaarden was wel gekwalificeerd voor de Gauliga Nordmark en werd achtste op tien clubs. De club trad nu wel aan onder de naam FV Borussia 03 Kiel. Het volgende seizoen degradeerde de club echter. Borussia maakte nog kans om terug te keren, maar kon het in de eindronde om promoties nooit waarmaken.
Door de perikelen in de Tweede Wereldoorlog werd de Gauliga nog verder opgesplitst en de club keerde terug naar het hoogste niveau in de Gauliga Schleswig-Holstein. Borussia eindigde twee seizoenen op de achtste plaats. Het laatste seizoen voor het einde van de oorlog werd niet meer voltooid. Na de oorlog fusioneerde de club met Kampfsport Gaarden en FT Eiche, clubs die in 1933 door het regime verboden werden. De fusieclub nam de naam Freien Sportvereinigung Gaarden aan, maar greep in 1947 terug naar de naam Borussia. Van 1949 tot 1958 speelde de club in de 2. Amateurliga van Sleeswijk-Holstein, de derde klasse. In 1964 promoveerde Borussia nog eens naar de hoogste klasse van Sleeswijk-Holstein, al was dat sinds de invoering van de Bundesliga nog maar de derde hoogste klasse. Na één seizoen degradeerde de club weer. Borussia promoveerde meteen, maar ging even snel weer terug naar de vierde klasse. In 1972 volgde een fusie met TSV Gaarden

### TSV Gaarden
Op 11 september 1875 werd Gaardener Männer-Turnerbund 1875 opgericht. Na een fusie in 1910 met Ellerbeker MTV 1891 werd de naam Gaarden-Ellerbeker Turnerschaft 1875 aangenomen. In augustus 1920 fusioneerde de club verder met Gaardener TV 1885 tot Turn- und Sportverband Gaarden. In 1923 moesten de turn- en voetbalclubs in heel Duitsland gesplitst worden en de voetbalafdeling werd zelfstandig als Gaarden BV 1923.
De club speelde vanaf 1924 in de competitie van Sleeswijk-Holstein en in 1928 werd de club tweede achter Holstein Kiel. De top drie ging samen met de drie teams uit de andere groep naar een finale, waarvan de top twee doorging naar de Noord-Duitse eindronde, maar hierin werd Gaarden voorlaatste en plaatste zich dus niet. Na een laatste plaats in 1930 degradeerde de club uit de hoogste klasse. Na lange tijd in de tweede klasse te spelen promoveerde de club in 1943, inmiddels onder de naam TSG Gaarden naar de Gauliga. De club werd er zevende met één punt voorsprong op Borussia. Na de oorlog speelde de club geen rol van betekenis meer.

### TuS Gaarden
In 1972 fusioneerden beide vergane glorieën tot TuS Gaarden. De club speelde nog 1 seizoen in de derde klasse, maar zakte daarna weg naar de onderste regionnen van het Duitse voetbal.